# Callichthys callichthys
Callichthys callichthys är en fiskart som först beskrevs av Carl von Linné 1758.  Callichthys callichthys ingår i släktet Callichthys och familjen Callichthyidae. Inga underarter finns listade.